# 藤木幸太郎
藤木 幸太郎（ふじき こうたろう、1892年〈明治25年〉2月18日 - 1980年〈昭和55年〉11月1日）は、横浜・戸部生まれの港湾事業家。港湾荷役業の藤木組（現在の藤木企業）を立ち上げ、1955年に業界団体の会長に就任。港湾労働法の成立、諸制度の改革、近代化に尽力した。
日本初のメーデー（1920年）を開催した横浜港沖仲仕同盟会への賛助、関東大震災（1923年）の救援活動、米軍による港湾施設接収（1945年〜）を耐え抜く等、横浜港の歴史とともに歩んだことから「ミナトのおやじ」と呼ばれた。

## 来歴
神奈川県久良岐郡戸部村（現・横浜市西区戸部町）出身。兵庫県淡路島出身の桜木岩五と福井県出身のリエの次男として生まれた。
安政5年6月19日（1858年）に日米修好通商条約が締結され、横浜港が開港する。桜木岩五は翌安政6年（1859年）に横浜に移り住み、原善三郎の経営する生糸貿易商「亀屋」で差配の仕事を始めた。
1903年、幸太郎が尋常戸部小学校（現・横浜市立戸部小学校）4年生の時、父親が失踪。幸太郎とリエは、福井県にあるリエの実家に移ったが、2年後に岩五から、東京の浅草に八百屋を開店したとの知らせが届いた。幸太郎は父の八百屋を手伝う。1907年、兄の太郎が腹膜炎をこじらせて急逝したのを機に、桜木姓を捨てて母親の藤木姓で通すようになった。
17歳の時に船乗りを志し、貨物船の炊事係などを経て、1910年に三菱汽船の港湾荷役を取り扱う本間組に入社。翌1911年には甲種沖仲仕の鑑札を取得した。この当時、県保安課より鑑札を下付されないで港湾で働くと罰せられ、鑑札には甲種は常雇、乙種は日雇の区別があった。
1912年、神戸から酒井信太郎が横浜に乗り込んできた。当時、神奈川県令の横浜港沖人夫請負業取締規則による保護下にあった業界は、鶴井組責任者として来浜した酒井に対し強い反対を表示した。
酒井は人柄もありやがて横浜港の中心人物となるが、皆が関わろうとしない中で藤木は「港で働く者に関東も関西もない。お互い様だ」と協力した。酒井は横浜で酒井組を設立。1913年、藤木は責任者の立場で迎え入れられた。現場で先頭に立ち、能率よく迅速に荷役を行う仕事ぶりは「藤木の早荷」と呼ばれ、業界で一目置かれるようになった。
1920年、沖仲仕たちが「横浜港労働組合」の創立大会を開き、それまでの人足請負業者と対立した。多くの業者は沖仲仕の待遇改善に反対したが、このとき神戸からやってきた酒井信太郎や藤木らは沖仲仕争議団の味方についた。
1923年1月、のれん分けのような形で藤木組を創設。海岸通3丁目に事務所を構えた。藤木組は、笹田組や鶴岡組とともに沖仲仕向けの賭場を開いた。
関東大震災の時は、壊滅状態の横浜港で沖仲士や艀船頭を集め、救援米や援助物資の輸送に活躍した。
1925年1月、酒井信太郎の提唱により、神戸の鶴井寿太郎、藤原光次郎と結び、親睦団体の「鶴酒藤兄弟会」が結成された。全国の港湾業者は鶴酒藤の傘下に入った。
人夫の奪い合いから暴力沙汰まで引き起こす港湾荷役を正常化に戻そうとする動きだったが、やがて鶴酒藤の勢いが高まるとヤクザやテキヤも配下となり、親分子分の紐帯が問題を残すようになった。同時に荷役事業の推進だけでなく労働者の福利厚生事業でも功績があった。
一時期、博徒の親分として横浜を牛耳ったが、ヤクザを卒業して堅気の社長に戻った。
1941年10月、戦時統合により横浜船舶荷役株式会社が発足したが終戦後の1946年9月に解散。統合前の組から新会社が数社発足。藤木組も1947年7月25日に法人組織として「株式会社藤木組」として設立、同年11月に「藤木企業株式会社」に改められた。
1956年8月、港湾運送事業法（1951年）が制定されたことにより、全国港湾荷役振興協会が設立され、初代会長に就任した。副会長には、港湾荷役会社「甲陽運輸」を経営していた山口組三代目組長の田岡一雄が就いた。
1980年11月1日、死去。88歳没。